# Гречко, Владимир Григорьевич
Владимир Григорьевич Гречко (1935—1994) — советский хозяйственный деятель. Герой Социалистического Труда. Лауреат Государственной премии СССР (1979). Член КПСС.

## Биография
Родился 30 сентября 1935 года в селе Большой Изюм.
Трудовую деятельность начал в 1957 году забойщиком на шахте комбината «Донбассуголь» в Сталинской области Украинской ССР.
В 1968 году прибыл на прииск «Ленинградский» Полярнинского горно-обогатительного комбината в Чукотском национальном округе Магаданской области.
Работал бурильщиком шпуров, забойщиком, взрывником. С октября 1972 года возглавил бригаду забойщиков шахты, а с ноября 1974 года — комсомольско-молодежную комплексную бригаду по подземной добыче песков.
Указом Президиума Верховного Совета СССР от 24 октября 1985 года присвоено звание Героя Социалистического Труда с вручением ордена Ленина и золотой медали «Серп и Молот».
Умер (погиб в автокатастрофе) 23 февраля 1994 года. Кенотаф установлен на 65 км Киевского шоссе (в область).